# Беломестнодвойнёвский сельсовет
Беломестнодвойневский сельсовет — муниципальное образование со статусом сельского поселения в составе Тамбовского района Тамбовской области России.
Центр — село Беломестная Двойня.

## История
В соответствии с Законом Тамбовской области от 17 сентября 2004 года № 232-З установлены границы муниципального образования и статус сельсовета как сельского поселения.

## Население
| 2010  | 2012  | 2013  | 2014  | 2015  | 2016  | 2017  |
| ----- | ----- | ----- | ----- | ----- | ----- | ----- |
| 2277  | ↘2247 | ↘2241 | ↘2239 | ↘2166 | ↘2132 | ↘2106 |
| 2018  | 2019  | 2020  | 2021  |       |       |       |
| ↘2074 | ↘2059 | ↘2013 | ↗2339 |       |       |       |

## Состав сельского поселения
| № | Населённый пункт             | Тип населённого пункта       | Население |
| - | ---------------------------- | ---------------------------- | --------- |
| 1 | Беломестная Двойня           | село, административный центр | ↗1264     |
| 2 | Незнановка                   | село                         | ↘643      |
| 3 | Учебное хозяйство «Авангард» | посёлок                      | ↘389      |